# Workers Alliance of America

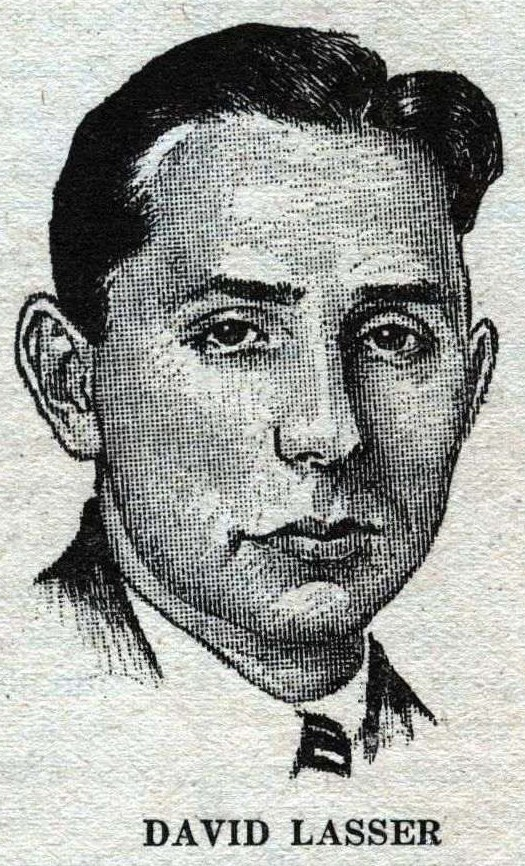
David Lasser, Workers Alliance of America första ledare.

Workers Alliance of America (WAA) var en amerikansk politisk organisation grundad i mars 1935 - en folkfront som samlade ett flertal initiativ för att mobilisera och ena arbetslösa i USA. Organisationen initierades av Socialist Party of America (SPA), och slog sig senare samman med Unemployed Councils of the USA, en frontorganisation inom Communist Party USA (CPUSA) och National Unemployed Leagues.
WAA leddes initialt av socialisten David Lasser, men organisationen kom gradvis att domineras av CPUSA, som var den största och mest välorganiserade gruppen inom WAA. Från början påminde WAA om en fackförening för beredskapsarbetare anställda av Works Progress Administration (WPA), men blev senare snarare en påtryckningsgrupp som fokuserade på att vinna ytterligare anslag från WPA.
Organisationen minskade snabbt i storlek efter 1939, som följd av Molotov-Ribbentrop-pakten och utbrottet av andra världskriget i Europa och upphörde 1941.